# Simu
Simu (gr. Σίμου) – wieś w Republice Cypryjskiej, w dystrykcie Pafos. W 2011 roku liczyła 185 mieszkańców.